# Tityus adisi
Espèce
Tityus adisi est une espèce de scorpions de la famille des Buthidae.

## Distribution
Cette espèce est endémique de l'État d'Amazonas au Brésil.

## Étymologie
Cette espèce est nommée en l'honneur de Joachim Adis.

## Publication originale
- Lourenço & Pézier, 2002 : « Addition to the scorpion fauna of the Manaus region (Brazil), with a description of two new species of Tityus from the canopy. » Amazoniana, vol. 17, no 1/2, p. 177-186.